# Орапа
Орапа (англ. Orapa) — місто на сході Ботсвани, на території Центрального округу.

## Загальна інформація
Місто розташоване в центральній частині округу. Великий центр з видобутку алмазів. У місті є невеликий аеропорт, який обслуговується алмазодобувної компанією De Beers. При аеропорту є клуб планеризму. З метою захисту алмазодобувної промисловості, місто було обнесене парканом, а його відвідування можливо тільки за перепустками.
У Орапі є досить добре розвинена інфраструктура, що включає клініки, лікарні, ресторани, спортивні клуби та інші об'єкти, будівництво яких також фінансується компанією De Beers. У місті є 4 школи, в одній з яких викладання ведеться англійською мовою.

## Населення
За даними перепису 2011 року населення міста складає 9544 осіб.
Динаміка чисельності населення міста за роками:
| 1981 | 1991 | 2001 | 2011 | 2013 |
| ---- | ---- | ---- | ---- | ---- |
| 5229 | 8827 | 9151 | 9544 | 9575 |